# Sergentomyia mahadevani
Sergentomyia mahadevani är en tvåvingeart som beskrevs av Lewis 1978. Sergentomyia mahadevani ingår i släktet Sergentomyia och familjen fjärilsmyggor.
Artens utbredningsområde är Thailand. Inga underarter finns listade i Catalogue of Life.